# Apolinário de Ravena
Apolinário de Ravena, o Santo Apolinário foi o primeiro bispo da cidade de Ravena, sendo seu padroeiro.
Apolinário nasceu em Antioquia da Síria, e conheceu o Cristianismo em Roma através da pregação do Apóstolo Pedro. Segundo o Martirológio Romano, foi ordenado bispo por São Pedro e enviado a Ravena. No tempo de Apolinário, o paganismo e sincretismo estavam dominando todo o Império e, por isso, todo evangelizador corria grandes riscos de vida. Os milagres que ele operou logo chamaram atenção, pois ele e sua pregação conquistaram muitos convertidos à Fé, enquanto ao mesmo tempo traziam sobre ele a fúria dos idólatras, que o espancaram cruelmente e o expulsaram da cidade. Ele foi martirizado por ordens de Vespasiano. O dies natalis, ou data do martírio, corresponde a 23 de julho, enquanto seu dia de santo é o 20 de julho. Segundo outras lendas, teria vivido no século II e teria sido martirizado provavelmente durante o reinado do imperador Valente.
No local do martírio, no porto de Ravena, foi erguido no século VI a Basílica de Santo Apolinário em Classe. As relíquias do santo foram levadas no século IX para a cidade, para uma igreja que naquele momento foi batizada de Basílica de Santo Apolinário Novo, tendo somente regressados à antiga basílica no momento de sua reconsagração, em 1748.